# UCI Oceania Tour 2012
Die UCI Oceania Tour ist der vom Weltradsportverband UCI zur Saison 2005 eingeführte ozeanische Straßenradsport-Kalender unterhalb der UCI ProTour (seit 2011: UCI WorldTour) und gehört zu den UCI Continental Circuits. Die siebte Saison beginnt am 1. Oktober 2011 und endet am 30. September 2012.
Die Eintagesrennen und Etappenrennen der UCI Oceania Tour sind in drei Kategorien (HC, 1 und 2) eingeteilt. Bei jedem Rennen werden Punkte für eine Wertung vergeben. An dieser Wertung nehmen die Professional Continental Teams und die Continental Teams teil. An den einzelnen Rennen können auch ProTeams teilnehmen, die von Fahrern der ProTeams erzielten Platzierungen bleiben aber für das Ranking außer Betracht.
Die UCI gab am 26. Januar 2012 bekannt, dass die drei ozeanischen Continental Teams Team Jayco-AIS, Drapac Cycling und Genesys Wealth Advisers aufgrund ihrer Platzierung in einem fiktionalen Ranking zu Saisonbeginn Startrecht zu allen Rennen der ersten und zweiten UCI-Kategorie haben.

Zu den Regeln der einzelnen Ranglisten: 

## Gesamtstand
(Endstand: 30. September 2012)
| Platz | Fahrer                      |             | Team | Punkte |
| ----- | --------------------------- | ----------- | ---- | ------ |
| 1.    | Paul Odlin                  | Neuseeland  | SUB  | 122    |
| 2.    | Nick Aitken *               | Australien  | JAI  | 78     |
| 3.    | Jay McCarthy *              | Australien  | JAI  | 57     |
| 4.    | Rhys Pollock                | Australien  | DPC  | 56     |
| 5.    | Michael Vink *              | Neuseeland  |      | 55     |
| 6.    | Mark O’Brien                | Australien  | BFL  | 50     |
| 7.    | Reinardt Janse van Rensburg | Sudafrika   | MTN  | 46     |
| 8.    | Samuel Horgan               | Neuseeland  | SUB  | 45     |
| 9.    | Darren Lapthorne            | Australien  | DPC  | 43     |
| 10.   | Steele Von Hoff             | Australien  | CDT  | 33     |
| 11.   | Patrick Bevin *             | Neuseeland  | BPC  | 32     |
| 12.   | Campbell Flakemore *        | Australien  | GEN  | 32     |
| 13.   | Marcel Kittel               | Deutschland | ARG  | 32     |
| 14.   | Michael Freiberg *          | Australien  | JAI  | 31     |
| 15.   | James Williamson            | Neuseeland  |      | 30     |
| 16.   | Sean Finning                | Australien  |      | 30     |
| 17.   | Thomas Palmer *             | Australien  | DPC  | 29     |
| 18.   | Damien Howson *             | Australien  | JAI  | 22     |
| 19.   | Jason Christie *            | Neuseeland  | CCD  | 20     |
| 20.   | William Clarke              | Australien  | CSS  | 20     |

| Platz | Team                                     |                        | Punkte |
| ----- | ---------------------------------------- | ---------------------- | ------ |
| 1.    | Team Jayco-AIS                           | Australien             | 188    |
| 2.    | Subway Cycling Team                      | Neuseeland             | 172    |
| 3.    | Drapac Cycling                           | Australien             | 140    |
| 4.    | Team Budget Forklifts                    | Australien             | 92     |
| 5.    | Genesys Wealth Advisers                  | Australien             | 56     |
| 6.    | MTN Qhubeka                              | Sudafrika              | 46     |
| 7.    | Bissell Cycling                          | Vereinigte Staaten     | 40     |
| 8.    | Team Argos-Shimano                       | Niederlande            | 40     |
| 9.    | Chipotle-First Solar Development Team    | Vereinigte Staaten     | 33     |
| 10.   | Champion System                          | China Volksrepublik    | 22     |
| 11.   | Team Differdange-Magic-SportFood.de      | Luxemburg              | 20     |
| 12.   | BMC-Hincapie Sportswear Development Team | Vereinigte Staaten     | 14     |
| 13.   | Team Raleigh-GAC                         | Vereinigtes Konigreich | 14     |
| 14.   | Bontrager Livestrong Team                | Vereinigte Staaten     | 12     |
| 15.   | UnitedHealthcare Pro Cycling Team        | Vereinigte Staaten     | 4      |
| 16.   | RusVelo                                  | Russland               | 2      |

| Platz | Nation     | Punkte  |
| ----- | ---------- | ------- |
| 1.    | Australien | 1445,13 |
| 2.    | Neuseeland | 639     |

| Platz | Nation (U23) | Punkte |
| ----- | ------------ | ------ |
| 1.    | Australien   | 984    |
| 2.    | Neuseeland   | 248    |

* U23-Fahrer

Zu den Regeln der einzelnen Ranglisten: 

## Rennkalender

### Oktober 2011
| Datum   | Rennen          | Kat. | Ergebnis | Sieger      | Team                    |
| ------- | --------------- | ---- | -------- | ----------- | ----------------------- |
| 12.–16. | Herald Sun Tour | 2.1  | Details  | Nathan Haas | Genesys Wealth Advisers |

### Januar
| Datum   | Rennen                    | Kat. | Ergebnis | Sieger       | Team           |
| ------- | ------------------------- | ---- | -------- | ------------ | -------------- |
| 25.–29. | New Zealand Cycle Classic | 2.2  | Details  | Jay McCarthy | Team Jayco-AIS |

### März
| Datum | Rennen                                         | Kat. | Ergebnis | Sieger        | Team       |
| ----- | ---------------------------------------------- | ---- | -------- | ------------- | ---------- |
| 16.   | Ozeanienmeisterschaft – Einzelzeitfahren       | CC   | Details  | Samuel Horgan | Neuseeland |
| 16.   | Ozeanienmeisterschaft – Einzelzeitfahren (U23) | CC   | Details  | Damien Howson | Australien |
| 18.   | Ozeanienmeisterschaft – Straßenrennen          | CC   | Details  | Paul Odlin    | Neuseeland |
| 18.   | Ozeanienmeisterschaft – Straßenrennen (U23)    | CC   | Details  | Nick Aitken   | Australien |